# Table of the Elements
Table of the Elements (vernoemd naar het periodiek systeem) is een Amerikaans platenlabel opgericht in 1993 door componist Rhys Chatham. Het label richt zich op heruitgaven van experimentele muziek en hun uitgaven bevat werk van vele beroemde 20e-eeuwse modern klassieke componisten als John Cale, Tony Conrad en La Monte Young, alsmede recenter werk van onder andere Loren Mazzacane Connors, Derek Bailey, Rhys Chatham, Fushitsusha/Keiji Haino en Mats Gustafsson. Het label is een van de weinige labels die het gat tussen Modern Klassiek en Experimentele rock opvult met haar uitgaven. Er verschijnen ook uitgaven van bijvoorbeeld Captain Beefheart, Lee Ranaldo, Neptune, Faust en Thurston Moore op dit label. De uitgaven van het label volgen een ongebruikelijke nummering de oplopende atoommassa's uit het periodiek systeem volgend. Het label organiseert tevens een aantal meerdaagse festivals.

## Artiesten
- Peggy Ahwesh
- AMM
- Arkansaw Man
- Ateleia
- Badgerlore
- Derek Bailey
- Belong
- Birchville Cat Motel
- John Cale
- Captain Beefheart & His Magic Band
- Rhys Chatham
- Rhys Chatham's Essentialist
- Collections of Colonies of Bees
- Loren (Mazzacane) Connors
- Tony Conrad
- David Daniell
- The Dream Syndicate
- Arnold Dreyblatt
- Barbara Ess
- John Fahey
- Faust
- Fushitsusha
- Alastair Galbraith
- Gastr del Sol
- Gate
- BC Gilbert
- David Grubbs
- Bernhard Günter
- Mats Gustafsson
- Keiji Haino
- William Hooker
- Hubcap City
- Leif Inge
- Henry Kaiser
- Jonathan Kane
- Mike Kelley
- R. Keenan Lawler
- Lichens
- Francisco López
- Angus MacLise
- Jean-Marc Montera
- Thurston Moore
- Neptune
- KK Null
- Pauline Oliveros
- One Umbrella
- Jim O'Rourke
- Paul Panhuysen
- Zeena Parkins
- Presocratics
- Eliane Radigue
- Radio Guitar
- Lee Ranaldo
- Hans Reichel
- RLW (Ralf Wehowsky)
- Jack Rose
- Keith Rowe
- San Agustin
- School of Seven Bells
- Jack Smith
- LaDonna Smith
- Laurie Spiegel
- Text of Light
- Thunderboy!
- Rafael Toral
- Transmission
- Ben Vida
- CM von Hausswolff
- Davey Williams
- Erling Wold
- La Monte Young
- Richard Youngs
- Marian Zazeela
- Megafaun